# Основно училище
Основно училище е вид училище, в което се води обучение на равнище основно образование (предхождащо завършването на средно образование).

## България
Първото основно училище на територията на днешна България се смята, че е било това в град Чипровци. . Създадено е през 1624 г. от архиепископ Илия Маринов и е наследено от съвременното основно училище „Петър Парчевич“. Петър Парчевич е един от първите възпитаници на това училище.
До влизането в сила на съответните разпоредби от Закона за предучилищното и училищното образование, в България основното образование е с продължителност първоначално 7, а впоследствие – 8 години и се осъществява на два етапа – начален (от първи до четвърти клас) и прогимназиален (от пети до седми, съответно осми, клас). Основно образование се получава в основни (първи до седми/осми клас), начални (първи до четвърти клас) или прогимназиални училища (пети до седми/осми клас).
Съгласно влезли в сила от 14 ноември 2015 г. разпоредби на Закона за предучилищното и училищното образование, обучението за придобиване на основно образование се осъществява от I до VII клас включително в два етапа:
- начален – от I до IV клас включително
- прогимназиален – от V до VII клас включително.[5]